# 34611 Nacogdoches
34611 Nacogdoches è un asteroide della fascia principale. Scoperto nel 2000, presenta un'orbita caratterizzata da un semiasse maggiore pari a 3,1788845 au e da un'eccentricità di 0,1076238, inclinata di 1,87948° rispetto all'eclittica.
L'asteroide è dedicato all'omonima località statunitense.